# 门源古城
门源古城，位于中国青海省海北藏族自治州门源回族自治县门源县城，1986年5月27日公布为第四批青海省文物保护单位，2013年3月5日公布为第七批全国重点文物保护单位。